# Lendvay utca
A Lendvay utca Budapest VI. kerületében, Terézvárosban található. Az Andrássy úttal párhuzamosan futó utca északkeleti vége a Dózsa György útra (egykori Aréna utcza) merőleges, a Szépművészeti Múzeumra néz, délnyugati vége a Bajza utcába torkollik.

## Elnevezése

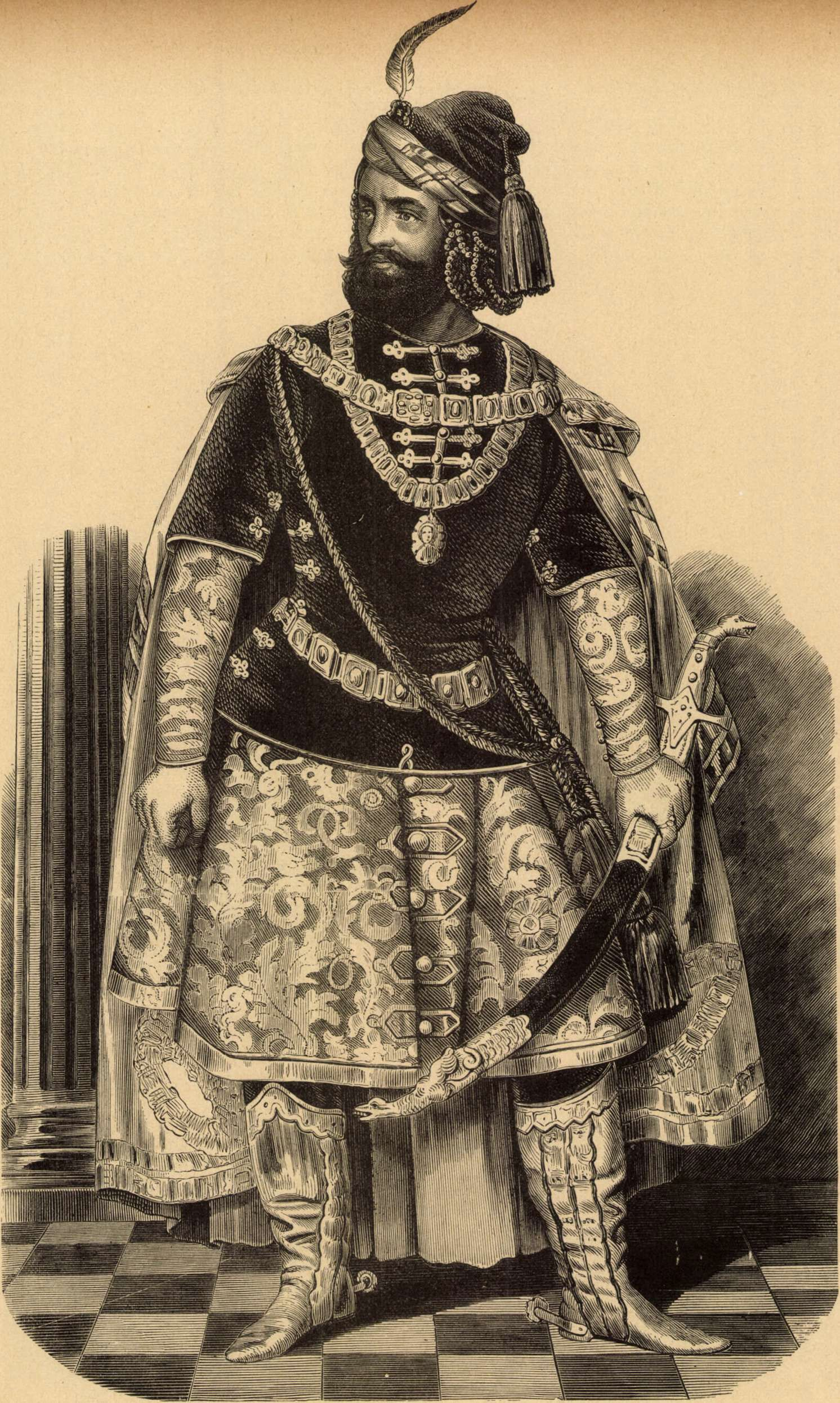
id. Lendvay Márton Barabás Miklós rajzán

1874–1879 között Külső Aradi utcza volt a neve, mivel egyetlen épületnyi eltolódástól eltekintve voltaképpen az Aradi utca folytatását képezte (mely a Teréz körúttól a Bajza utcáig tart). 1879 óta hívják Lendvay utcának a Lendvay színművészcsaládról, amelynek tagjai híres színészek voltak a 19. században: Lendvay Márton (1807–1858) színművész, a Nemzeti Színház első nemzedékének kiemelkedő tagja, valamint fia, ifjabb Lendvay Márton (1830–1875), színművész, a Nemzeti Színház tagja, (a szabadságharc alatt honvédként harcolt).
Forrás: MEK

## Épületek, építmények
Ebben az utcában található:
- Lendvay u. 12. - háromszintes villaépület, ma lakóépület. Épült 1896−1898. Építész: Havel Lipót, építtető: Philip Nicholson, angol származású acélgyáros. 2008-ig az Észt Köztársaság Nagykövetsége is az épületben volt.
- Lendvay u. 13. - volt Mautner villa. Gobbi Hilda kezdeményezésére alapított Ódry Árpád Művészotthon.
- Lendvay u. 15. Benczúr Gyula festőművész villája, később NÉKOSZ kollégium, majd az Eötvös Loránd Tudományegyetem tanárai kaptak ott lakásokat. Ma társasház.
- Lendvay u. 14-16. A Köztársasági Őrezred szállója.
- Lendvay u. 17. - Itt egykor lakóház állt, melyet 1944-ben angol-amerikai repülők lebombáztak. A háborút követően a telek sokáig üres volt, majd 1975-ben a Munkásőrség épülete létesült itt, mely 1989 után a Magyar Kincstári Vagyonügynökséghez került. 1992-től a Lauder Javne Zsidó Közösségi Iskola alsó tagozata működött itt, később pedig az Izraeli Kivándorlási Hivatal. A volt munkásőrségi épületet 2007-ben lebontották, de a luxuslakásoknak tervezett új épület (Royal Garden) a 2008-as gazdasági válság miatt akkor nem épült meg, csak 2018-ra készült el.
- Lendvay u. 22. - A Magyarországi Német Fiatalok Közössége és a Bleyer Jakab Közösség.
- Lendvay u. 26. - Budapesti Radonyezsi Szent Szergij Orosz Ortodox Templom (ez az épület 1913-ban a Groedel testvérek tulajdonában állt, akik Tisza Istvánhoz közel álló bárók voltak.) [forrás?]
- Lendvay u. 27. - Volt Francia Nagykövetség és Konzulátus.
- Lendvay u. 28. - Fidesz székház[1]

## Történelem
- Az 1956-os forradalom során ebben az utcában volt az ellenállók egyik központja[forrás?].
- A szocialista időszakban ebben az utcában volt az Afgán Követség[forrás?].
- A Lendvay utca 15. alatt élt Benczúr Gyula festő (az ő villája volt). (Forrás: Műcsarnok)
- 1990 tavaszától 2004 elejéig[2] itt volt a Fidesz székháza is, amely előzőleg – 1989-es megszüntetéséig – az Állami Egyházügyi Hivatalnak adott helyet.